# Chromis athena
Chromis athena är en fiskart som beskrevs av Allen och Erdmann 2008. Chromis athena ingår i släktet Chromis och familjen Pomacentridae. Inga underarter finns listade i Catalogue of Life.